# Ctenophorus rufescens
Ctenophorus rufescens — вид ігуаноподібних ящірок родини агамових (Agamidae). Ендемік Австралії.

## Поширення і екологія
Ctenophorus rufescens мешкають на крайньому сході Західної Австралії, на південному заході Північної Території та на північному заході Південної Австралії. Вони живуть серед гранітних скель в пустелях.